# Frank Pasche
Frank Pasche (Châtel-Saint-Denis, 19 maart 1993) is een Zwitsers wielrenner die anno 2016 rijdt voor Team Roth.

## Carrière
In 2015 werd Pasche derde in het nationaal beloftenkampioenschap tijdrijden en tweede in de wegrit.

## Palmares
| Jaar | ZK                                                                    | EK                   | WK | Overig |
| ---- | --------------------------------------------------------------------- | -------------------- | -- | ------ |
| 2014 | Ploegkoers, Ploegenachtervolging, Omnium, 1km, Achtervolging, Scratch |                      |    |        |
| 2015 | 1km, Puntenkoers, Achtervolging, Ploegkoers                           | Ploegenachtervolging |    |        |

### Jeugd
2013
 Europees kampioen ploegenachtervolging, Beloften
2014
 Europees kampioen ploegenachtervolging, Beloften
2015
 Europees kampioen ploegkoers, Beloften

## Ploegen
- 2016 –  Team Roth

Baillifard · Baldo · Belda · Brüngger · Bussard · Cecchin · D'Urbano · Gaday · Janorschke · Jaun · Kohler · Krizek · Marguet · Page · Pasche · Pasqualon · Pires · Stüssi · Thalmann · Toffali · Tomio · Vaccher · Zampilli · Zordan